# Калтас
Калта́с — поселковая станция в Аскизском районе, находится на ж.-д. линии Абакан — Новокузнецк. Рядом — р. Томь.
Административное значение населенного пункта — вспомогательный посёлок. Расстояние до райцентра — с. Аскиз — 180 км, до г. Абакана — 270 км. Население — 24 чел. (01.01.2004), в том числе русские, шорцы.

## Население
| 2002 | 2010 |
| ---- | ---- |
| 26   | ↘7   |